# Motorsolo
Motorsolo est une localité du Cameroun située dans l'arrondissement de Meri, le département du Diamaré et la région de l’Extrême-Nord. Elle fait partie du canton de Godola.

## Population
En 1974, on distinguait deux villages : Motorsolo Foulbe qui comptait 52 habitants, des Peuls, et Motorsolo Moufou qui en comptait 66, des Moufou.
Lors du recensement de 2005, on a dénombré 520 personnes à Motorsolo (ensemble).